# Monsieur Moto en péril
Pour plus de détails, voir Fiche technique et Distribution.
Monsieur Moto en péril (titre original : Mr. Moto in Danger Island) est un film américain réalisé par Herbert I. Leeds, sorti en 1939.

## Fiche technique
- Titre original : Mr. Moto in Danger Island
- Titre français : Monsieur Moto en péril
- Réalisation : Herbert I. Leeds
- Scénario : Peter Milne (en) d'après le personnage de John P. Marquand
- Photographie : Lucien Andriot
- Montage : Harry Reynolds
- Société de production : 20th Century Fox
- Pays d'origine : États-Unis
- Format : Noir et blanc - 1,37:1 - Mono
- Genre : Film policier
- Date de sortie : 1939

## Distribution
- Peter Lorre : Monsieur Moto
- Jean Hersholt : Sutter
- Amanda Duff (en) : Joan Castle
- Warren Hymer : Twister McGurk
- Richard Lane : Commissaire Gordon
- Leon Ames : Commissaire Madero
- Douglass Dumbrille : La Costa
- Charles D. Brown : Colonel Thomas Castle
- Paul Harvey : Gouverneur John Bentley
- Robert Lowery : Lieutenant George Bentley
- Eddie Marr : Capitaine Dahlen
- Harry Woods : Grant